# Степновское сельское поселение (Ленинский район)
Степно́вское се́льское поселе́ние — муниципальное образование в составе Ленинского района Волгоградской области.
Административный центр — посёлок Степной.

## История
Степновское сельское поселение образовано 14 февраля 2005 года в соответствии с Законом Волгоградской области № 1004-ОД.

## Население
| 2010  | 2012  | 2013  | 2014  | 2015 | 2016  | 2017  |
| ----- | ----- | ----- | ----- | ---- | ----- | ----- |
| 891   | ↗917  | ↗951  | ↗964  | ↗978 | ↗1017 | ↘1008 |
| 2018  | 2019  | 2020  | 2021  |      |       |       |
| ↗1028 | ↘1024 | ↘1009 | ↘1000 |      |       |       |

## Состав сельского поселения
| № | Населённый пункт | Тип населённого пункта          | Население |
| - | ---------------- | ------------------------------- | --------- |
| 1 | Заря             | посёлок                         | 142       |
| 2 | Степной          | посёлок, административный центр | 749       |